# أرتيميس 4
أرتيميس 4 هي الرحلة المخططة الرابعة لبرنامج أرتيمس التابع لوكالة ناسا، من المقرر أن تضم المهمة 4 رواد فضاء على متن مركبة أوريون سينطلقون إلى محطة البوابة القمرية ومن المقرر أن يهبطوا على سطح القمر.